# راوما (فنلاند)
راوما (به فنلادی: Rauma) یک شهرک و شهرستان فنلاند در فنلاند است که در ساتاکونتا واقع شده‌است.

## خواهرخوانده
شهرهای یوله، گیوویک، کاپشوار، کولپینو، Næstved، آلفتانس و Gävle Municipality خواهرخوانده‌های روما، فنلاند هستند.